# Lámpara de hendidura

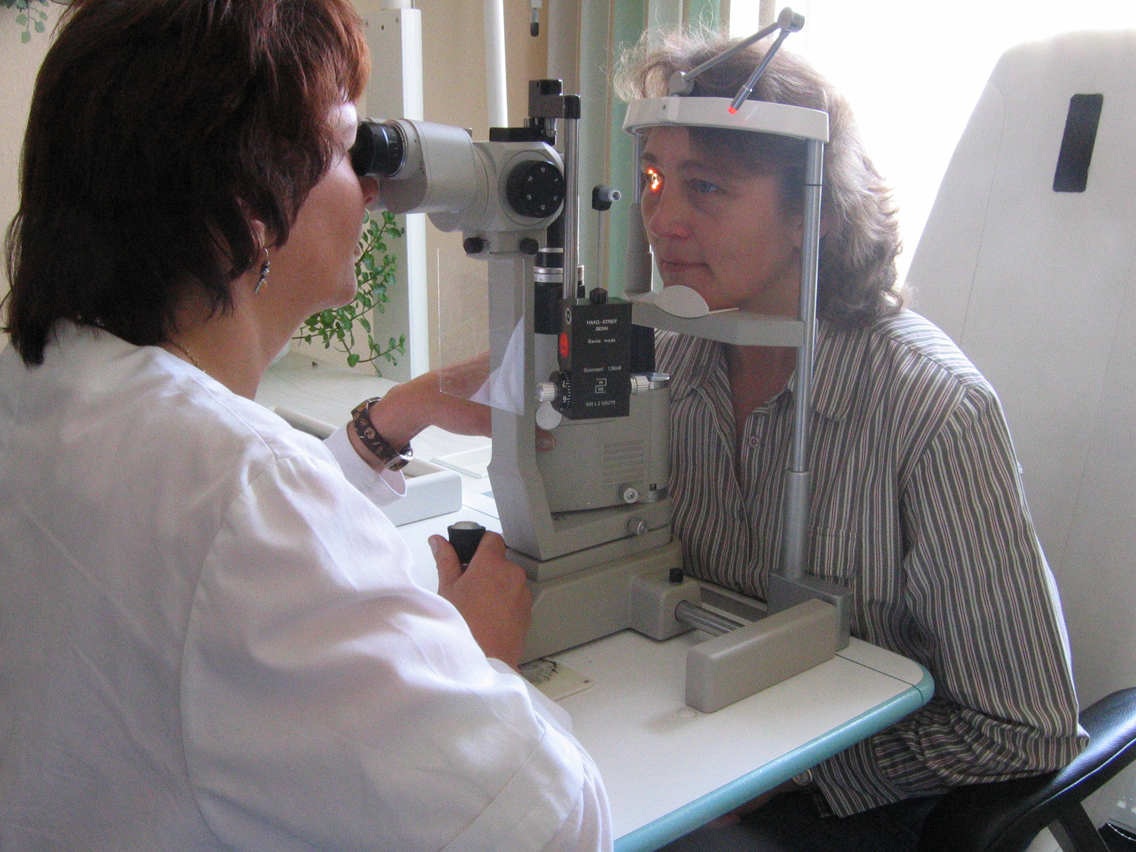
Examen del ojo mediante una lámpara de hendidura.

La lámpara de hendidura, también llamada biomicroscopio, es un dispositivo óptico que se utiliza en oftalmología y optometría para la exploración de las estructuras de la porción anterior del ojo.
Consiste en un microscopio binocular dotado de una potente fuente de luz que permite ver en tres dimensiones y con una amplificación que oscila entre 6 y 40 aumentos, las estructuras del polo anterior del ojo: párpado, conjuntiva, córnea, iris, cristalino y cámara anterior. Si se le adaptan unas lentes especiales, es posible visualizar las estructuras más profundas del globo ocular como el humor vítreo, la retina y la papila óptica o disco óptico, para ello es preciso instilar previamente unas gotas que producen la dilatación transitoria de la pupila.
Para realizar la exploración, el paciente debe sentarse y apoyar el mentón sobre un soporte que mantiene la cabeza inmóvil, el médico se coloca enfrente y a través del microscopio observa las diferentes partes del ojo. El sistema de iluminación va montado en un brazo móvil, lo que da la posibilidad de variar el ángulo con el que incide la luz sobre la superficie ocular.
Se trata de una tecnología esencial en oftalmología y optometría con la que es posible detectar la posición, forma y profundidad de cualquier anomalía en la estructura del ojo.